# Antoine Pillet

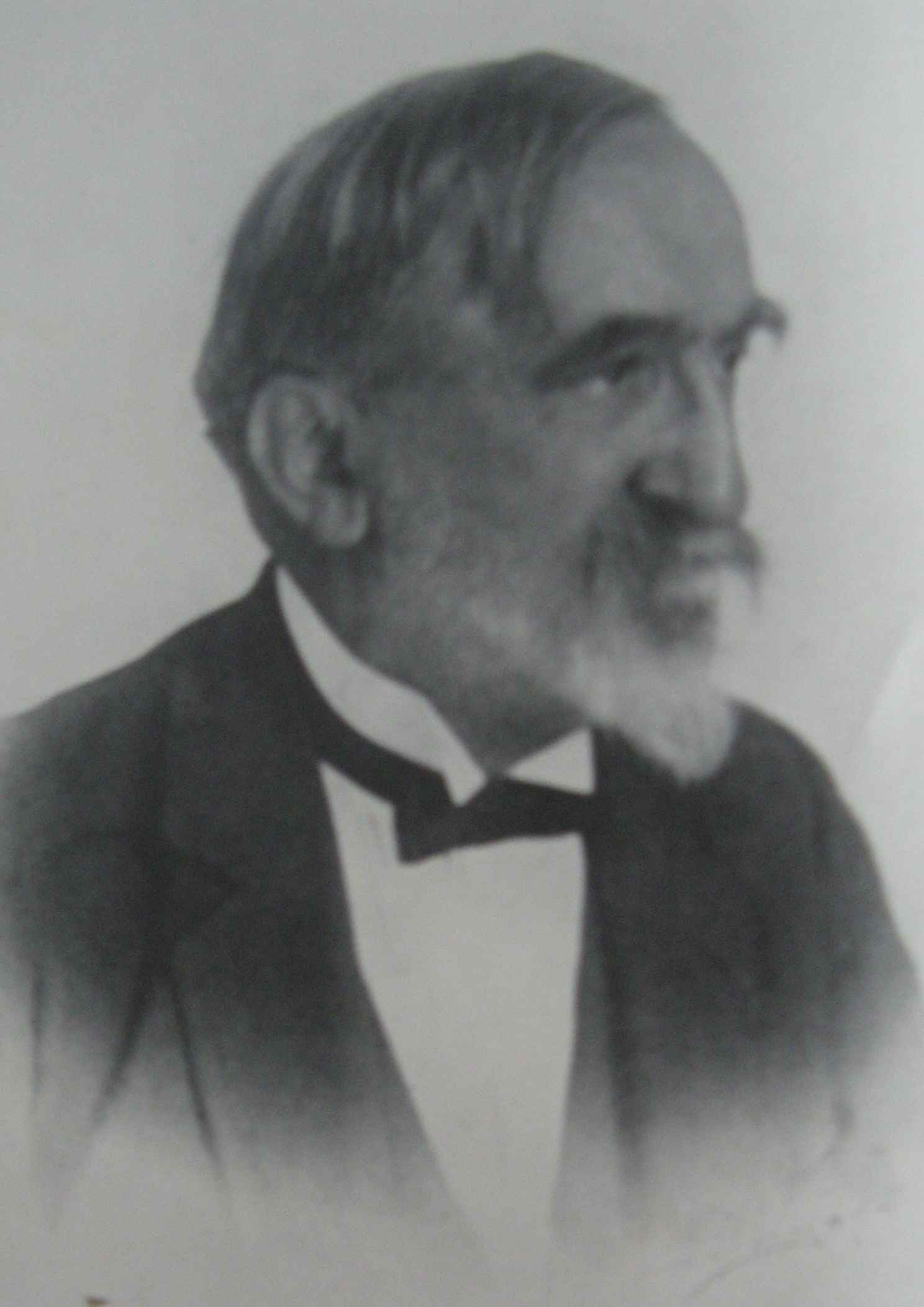
Antoine Pillet

Antoine Pillet (* 29. Juli 1857 in Chambéry; † 6. Dezember 1926 in Paris) war ein französischer Rechtswissenschaftler auf dem Gebiete des Internationalen Privatrechts.

## Leben
Pillet wurde 1857 in Chambéry geboren. Er studierte Rechtswissenschaften an der Universität Grenoble. Von 1884 bis 1886 lehrte er an der Universität Algier, bevor er wieder nach Grenoble zurückkehrte. Dort blieb er, bis er 1896 an die Universität Paris berufen wurde. Da der Lehrstuhl für Internationales Privatrecht von Armand Lainé und später von André Weiss bereits besetzt war, wurde auf den chaire d’histoire des traités berufen und musste sich – widerwillig – mit völkerrechtlichen Fragen befassen. Erst 1924 wurde er Professor für Internationales Privatrecht. Daneben lehrte er am Institut des Hautes Études Internationales und an der Haager Konferenz für Internationales Privatrecht. Er starb 1926 in Paris.

## Veröffentlichungen (Auswahl)
- De l'ordre public en droit international privé (1890).
- Principes de droit international privé (1903).
- Propriété industrielle (1911).
- Compétence judiciaire et d’exécution des jugements (1913).
- Des personnes morales en droit international privé (1914).
- Traité pratique de droit international privé (1923–1924).